# Santuario de Nuestra Señora de la Carrasca
El Santuario de Nuestra Señora de la Carrasca es un santuario ubicado en La Carrasca, a 14 km al norte de la localidad de Villahermosa (Ciudad Real). Se trata del lugar en el que se venera la imagen de Nuestra Señora de la Carrasca, patrona de Villahermosa.
En este lugar se realizan dos romerías al año: la primera es la "Traída de la Virgen", que se realiza a finales de abril, cuando los villahermoseños procesionan la imagen de la Virgen de la Carrasca hasta la Iglesia de Nuestra Señora de la Asunción durante un trayecto de unas seis horas. La segunda y la más importante es la "Fiesta de la Virgen", en la que tras la estancia de la imagen en Villahermosa se procesiona hasta el Santuario el segundo fin de semana de septiembre.

## Aparición de Nuestra Señora de la Carrasca
Según la leyenda, un joven villahermoseño llamado José Cortés se encontraba pastoreando con sus ovejas cuando divisó un resplandor que provenía de lo alto de una encina o carrasca. Se trataba de la Virgen María, quien ordenó al joven que comunicase los detalles de la aparición al pueblo de Villahermosa, y si así lo deseaban, fuesen a comprobar la veracidad del hecho al lugar donde ocurrió. Tras viajar los lugareños hasta allí y contemplar dicho milagro, acordaron construir una ermita encima de aquel árbol, donde rendirle culto a la imagen. El pastor fue enterrado bajo el suelo de dicha ermita porque así él lo deseaba.

## Historia
Poco se sabe de la fundación de este santuario, aunque algunos historiadores la sitúan en el siglo XIII, no hay constancia documental hasta el año 1494. Se trataba de una pequeña ermita descrita en el libro de visitas de la Orden de Santiago en 1535, cuando todavía debía conservar el aspecto original.
Ya en los siglos XVII y XVIII se reedificó la ermita, sufriendo importantes cambios. Se creó un hospicio para peregrinos y devotos, además de la zona del camarín. En 1720, Juan Bautista Vellido, vecino de la cercana localidad de Villanueva de los Infantes, se comprometió a dorar el retablo a petición del entonces mayordomo del Santuario, Fernando Sancho Abat y Villegas. Una década después se instala la verja de hierro realizada por Francisco Castellanos y Juan Gallego Castellanos.
No fue hasta 1743 cuando se le adosó al edificio un patio para las celebraciones taurinas, y hasta 1889 cuando adquirió la configuración actual.

## Características
El Santuario actualmente consta de dos plantas alrededor de un patio cuadrado, donde se instala la plaza de toros. La primera planta posee un pórtico de arcos de medio punto y la segunda pilares y barandillas de hierro. En estas plantas, además de la vivienda de los santeros, la ermita, la enfermería, la sala de velas..., se encuentran los 'cuartos', habitaciones que son subastadas para el alojamiento de los peregrinos durante la fiesta.
Es, junto con el de Las Virtudes (Santa Cruz de Mudela) y de Las Nieves (Almagro), uno de los únicos ejemplos de ermita-plaza de toros de la provincia de Ciudad Real.